# Joseph Jacques Joffre
Joseph Jacques Césaire Joffre, francoski general, maršal Francije in akademik katalonskega porekla, * 12. januar 1852, Rivesaltes, Roussillon, † 3. januar 1931, Pariz.

## Življenjepis
Joffre je bil rojen v Rivesaltesu, Roussillon. L. 1870 je vstopil v École Polytechnique in postal poklicni častnik. Njegova prva aktivna služba je bila v času obleganja Pariza v Francosko-prusko vojno (avgust 1884 - april 1885). Ko se je vrnil v Francijo je leta 1911 postal vrhovni poveljnik Francoske vojske, medtem ko je Joseph Gallieni
zavrnil ta položaj. Z obnovitvijo vojske in potiskom »defenzivno mislečih« častnik je sprejel strategijo, oblikovano po
Fochu, znano kot »načrt XVII.«. Izbran je bil za izvršitelja tega načrta, kljub temu da ni nikoli poveljeval
vojski, niti na papirju in »ni imel kakršnega koli potrdila o dejanjih, ki jih je izvajal generalštab«.

## Prva svetovna vojna
Ob izbruhu vojne je francoski načrt propadel in prav tako tudi nemški Schlieffnov načrt. Joffre je pomagal
obnoviti stanje vojske z umikom in protinapadom v prvi bitki za Marno. Francosko 9. in 10. armado je
kombiniral v francosko 6. armado v okviru dveh tednov, preden jo je predal Gallieniju v prvi bitki za Marno. Po ogromnih izgubah v Verdunu in anglo-francoski ofenzivi na Somi je bil
nadomeščen z novi generalom Robertom Nivello, 13. decembra 1916.
Še vedno priljubljeni Joffre je postal maršal Francije in tudi prvi človek, ki je prejel ta čin v okviru Francoske tretje republike. Ampak njegova vloga je bila zgolj obredna. Po katastrofalnih porazih Francoske zaveznice Romunije v rokah Nemčije, pozno leta 1916 je prisililo Bukarešto k evakuaciji celega mesta. Joffre je bil imenovan za vodjo francoske vojaške misije, namenjene reformiranju romunske vojske.
Prvi del, leta 1917 je preživel tam. Junija 1917 je bil imenovan za vodjo francoske vojaške misije za ZDA, potem pa še za vodjo vrhovnega sveta, leta 1918.

## Povojno obdobje časi in smrt
Leta 1918 je bila gora Joffre poimenovana po njem. Upokojil se je leta 1919 in postal član Académie française.
Umrl je 3. Januarja 1931 v Parizu. Pokopan je bil na svojem posestvu v Louveciennesu. Njegovi memoriali so bili objavljeni leta 1932.

## Torta Joffre
Leta 1920, ko se je Joffre vrnil v Romunijo na kratek obisk je slaščičarna Casa Capşa ustvarila eponimno, valjaste oblike, čokoladno torto, ki je spominjala na preveliko francosko kepi (vrsto francoske vojaške kape). Pomenila je Joffreju v spoštovanje njegove vloge pri reformiranju romunske vojske in kot vodji vojaške misije leta 1917. Torta je postala takojšnji hit in je bila priljubljena v vseh romunskih slaščičarnah.